# Грузини
Грузини или Грузијанци (неправилно Грузијци), или Ђурђијанци (груз. ქართველები [] – Картвелеби), у ширем смислу, становници су кавкаске државе Грузије, а у ужем смислу припадници највећег народа из кавкаске породице народа који комуницирају грузинским језиком и чине око 86% становништва Грузије. Грузински назив овог народа (Картвели) потиче од назива планине Картли у централној Грузији.
Преци данашњих Грузина су још у 1. веку п. н. е. имали на Кавказу своју државу коју су звали Иберија. Грузини су већином православне вере, а има их и муслимана. Грузини исламске вероисповести су познати под именом Аџари. Грузински језик припада грузинској групи јужнокавкаске породице језика.

## Распрострањеност
Данас има око 4.500.000 Грузина, од тога у Грузији 3.621.000, у Турској око 200.000 и у Русији око 192.000.

## Личности
- Петар Иванович Багратион — генерал
- Јосиф Висарионович Џугашвили Стаљин — политичар
- Зураб Церетели — вајар
- Михаил Сакашвили — политичар
- Григол Робакидзе — књижевник
- Џон Малхаз Шаликашвили — генерал
- Григол Обрелиани — генерал, песник
- Николоз Бараташвили — песник
- Григол Серго Орџоникидзе — политичар
- Лаврентиј Берија — политичар
- Гиорги Баланчивадзе (Жорж Баланшин) — кореограф
- Александар Порфирјевич Бородин (Гедеванишвили) — композитор
- Борис Акуњин (Григорије Чхартишвили) — преводилац, књижевник, јапанолог
- Кати Мелуа — певачица
- Реваз Догонадзе — научник
- Ана Догонадзе — спортисткиња
- Маја Чибурданидзе — шахисткиња
- Нона Гаприндашвили — шахисткиња
- Мераб Нинидзе — глумац
- Вахтанг „Буба“ Кикабидзе — глумац, певач
- Дито Цинцадзе — филмски редитељ
- Георгије Данелија — филмски редитељ
- Едуард Шеварднадзе — политичар
- Пата Бурчуладзе — оперски певач
- Елисо Вирсаладзе — пијанисткиња
- Лијана Исакадзе — виолинисткиња
- Каха Каладзе — фудбалер